# Prosper Sainton
Prosper Philippe Catherine Sainton (Toulouse, 5 de junio de 1813 - 17 de octubre de 1890) fue un violinista francés.
Hijo de un comerciante de Toulouse, en 1831 se matriculó en el Conservatorio de París, y llegó a ser en profesor de violín del Conservatorio de Toulouse. En 1844 tocó por primera vez en Inglaterra, en un concierto de la Filarmónica dirigido por Felix Mendelssohn. Después de su marcha a Londres, en 1845 ejerció como profesor en la Royal Academy of Music. Cuando la Royal Opera House comenzó en el Covent Garden de Londres, dirigió la orquesta en lugar de Michael Costa, que se había marchado a Her Majesty's Theatre en 1871.
De 1848 a 1855 fue el director de la Queen's Band, y en 1862 dirigió la música en la inauguración de la Exposición Universal. En 1860 se casó con famosa la cantante de ópera Charlotte Helen Sainton-Dolby (1821-1885). Fue el dirigente de los principales festivales provinciales durante muchos años, y ofreció un concierto de despedida en el Royal Albert Hall en 1883. Murió en octubre de 1890. Su método era sonido, su estilo artístico, y su labor educativa de gran valor, gran parte de los violinistas orquestales que han alcanzado el éxito han sido alumnos suyos.
Su nieto fue el director de orquesta, compositor y violinista Philip Sainton (1891-1967).